# Numerus clausus

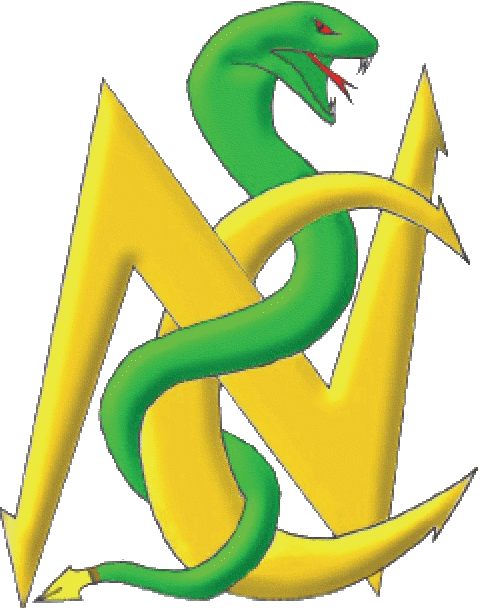
Logo Numerus clausus la Fac. de Farmacie din Amiens, Franța

Numerus clausus în latină număr „închis” – care nu mai poate fi schimbat este una din multele metode utilizate pentru a limita numărul de studenți care pot studia la o anumită universitate. De multe ori, scopul este de a limita doar numărul de studenți la anumite discipline de studiu, când este disproporționat de mare față de cererea de pe piața muncii. În anumite cazuri, măsura poate avea conotații rasiale sau de ordin religios. Dicționarul Merriam-Webster definește numerus clausus ca fiind numărul maxim sau procentul maxim de persoane aparținând unei anumite "rase" sau etnii, care pot fi admiși într-o instituție academică.

## Accepțiunea modernă
În unele țări și universități, numerus clausus este utilizat atunci când numărul celor care doresc să studieze la o anumită disciplină depășește simțitor numărul locurilor disponibile. Este cazul cel mai des întâlnit în practică, în special în Europa. Studenții din majoritatea țărilor europene își aleg disciplina în care doresc să se specializeze, în momentul în care încep studiile universitare, spre deosebire de cei din America de Nord, care se specializează ulterior. Domenii precum medicină, farmacie, stomatologie, psihologie și administrarea afacerilor sunt extrem de populare, în consecință, numărul solicitărilor este mult mai mare decât cel al locurilor disponibile, în corelație cu cererea de pe piața muncii, bunăoară, în Franța, admiterea la unele universități se face pe baza unor examene, care să permită admiterea unui număr fix de studenți, stabilit în fiecare an. Astfel, la sfârșitul primului an de medicină există un examen prin care se testează competența studentului, existând și o limitare de tip „numerus clausus” care să permită numai unui număr precis de studenți să continue cu anul al II-lea. 

## Numerus claususîn diverse țări

### Brazilia
În 2002, guvernul brazilian a promulgat o lege federală, 10.558/2002, care stabilește cote de admitere pe baza criteriului rasial și cote bazate pe criteriul social, pentru studenții proveniți din școli publice. Legea garantează 50% din locuri pentru studenții proveniți din școli publice de stat, cotă care se împarte după criterii sociale și rasiale.

### Germania
Principiul numerus clausus este aplicat în mod curent în Germania în scopul de a evita suprapopularea universităților și pentru a proteja anumite ocupații specifice. Practic, ultimele statistici au demonstrat că în timp ce numărul de studenți a crescut cu 100% față de 1980, în aceeași perioadă de timp, numărul de cadre didactice a crescut doar cu 25%. După absolvirea cursurilor școlii medii, care poate fi un liceu (Gymnasium) sau a altor tipuri de școală medie (Gesamtschule, Kolleg, Berufsoberschule sau școală medie populară), în urma unei serii de examene de testare a cunoștințelor acumulate (Abitur), după obținerea anumitor calificative, absolvenții primesc un fel de certificat care atestă trecerea acestor examene, certificat care permite, implicit sau explicit, de a continua studiile la o universitate. În ceea ce privește numărul de locuri, cel puțin 2% din acestea sunt rezervate persoanelor defavorizate (Härtefall), incluzând aici pe cei cu dizabilități, cei care au o situație materială precară, cum ar fi orfanii sau cei care trebuie să aibă grijă de un alt membru al familiei. 20% din cei admiși trebuie să provină din top 20, primii 20% la examenele de absolvire. Alți 20% sunt rezervați pentru cei care așteaptă de mai mulți ani să fie admiși. La locurile rămase după completarea celor menționate anterior, universitatea poate aplica orice criteriu de admitere. La nivel federal, în general, în fiecare an, 51% din locurile disponibile în universități sunt distribuite celor care au cele mai bune rezultate la Abitur, 25% celor care sunt pe liste de așteptare, iar 24% celor care îndeplinesc așa-numitele criterii ale învățământului superior (Hochschulkriterium), care diferă de la o universitate la alta, și de la o specialitate la alta, condițiile fiind la dispoziția instituției de învățământ, respectiv examene specifice, interviuri, teste, etc… La nivel local, 25% ajung la instituțiile pentru care au optat, după anumite liste de preferințe, restul fiind acordate celor care au motive justificate de a studia într-un anume loc, cum ar fi copilul sau soția handicapați, părinți în îngrijire, etc…

### Finlanda
Finlanda a adoptat un sistem complet diferit de cel german. În timp ce în Germania, la admiterea într-o instituție de învățământ superior, accentul se pune pe acel „Abitur”, în Finlanda, deși există un sistem de certificare echivalent (în finlandeză, „ylioppilastutkinto”), selecția la admitere se face în baza unui examen de admitere. Cum fiecare universitate se bucură de autonomie, modul de desfășurare al examenelor și cerințele privind acestea variază extrem de mult. În general, examenul constă în comentarii la texte corespunzătoare cu specialitatea aleasă. În unele cazuri, pot conta și calificativele obținute anterior în timpul cursurilor medii, ponderea principală având-o totuși nota la examenul de admitere. Examenul de admitere acordă astfel o șansă suplimentară candidaților cu notă mică la examenul de absolvire, sau celor care au doar o diplomă vocațională. Candidaților nu li se cere vreo scrisoare de intenție, scrisori de recomandare, sau alte asemenea. Examenele sunt scrise, cu excepția teatrului și învățământului, unde există și o examinare orală. Pentru specializările în domeniul educațional, scopul examenului oral este de a elimina candidații care nu au aptitudinile și caracterul necesar pentru a lucra în domeniu. În plus, examenul scris asigură o mai mare obiectivitate în aprecierea candidaților. Se practică de asemenea examinarea cu teste grilă. În domeniile mai puțin solicitate, sistemul de admitere seamănă cu cel german. Este cazul domeniilor tehnice (inginerie), științe, și alte asemenea. Admiterea la aceste domenii de studiu este mult mai puțin riguroasă, bunăoară, o treime din locuri se ocupă pe baza notei de la examenul de absolvire, restul pe baza unui examen scris. Nu se poate studia la mai multe specializări în paralel. În Finlanda, numerus clausus este principalul factor care limitează numărul de studenți. După admiterea în învățământul superior, în mod normal, studentul nu mai poate fi exmatriculat, nu plătește nimic și se bucură de o serie de beneficii. Durata maximă a studiilor superioare este de 7 ani, dar se poate prelungi în anumite condiții. 

### Elveția
Introducerea numerus clausus în Elveția a avut ca scop limitarea accesului la studii în domeniul medicinei. La toate universitățile de limbă germană se practică teste de aptitudini, dar și de cunoștințe, pentru ca numai studenții care obțin scoruri ridicate să fie admiși. Universitățile de limbă franceză nu aplică acest principiu. Primul an de studii la medicină este nerestricționat, în schimb admiterea în următorul an se face pe baza unor examene severe. La alte specializări extrem de solicitate, precum psihologie sau jurnalism, se practică teste de aptitudini.

## Istoric
Înainte de al doilea război mondial, în timpul acestuia, și chiar după, limitările impuse de numerus clausus, aplicate în special în țări din Europa de Est și SUA, au avut un caracter discriminatoriu, vizând în special limitarea numărului de studenți de origine sau etnie evreiască. Limitările au variat foarte mult, de la interzicerea categorică a studenților de origine evreiască, până la admiterea unui procent corespunzător cu ponderea populației evreiești în populația tării respective. România a fost una dintre țările care, într-o formă sau alta, au limitat accesul studenților evrei la învățământul superior, la o dată sau alta înaintea celui de-al doilea război mondial, alături de: Austria, Canada, Ungaria, Rusia țaristă, Irak, Lituania (din 1934), Olanda, Polonia, SUA, Franța (regimul de la Vichy), Iugoslavia.
Urmează cazul câtorva țări, în ordine alfabetică.

### Polonia
Polonia a încercat să introducă o lege numerus clausus în 1923, dar la obiecțiile Ligii Națiunilor a fost nevoită să renunțe o vreme la acest proiect. Cu toate acestea, legea a fost introdusă în mod neoficial în 1937 în unele universități, ponderea studenților evrei fiind limitată la 10%, sub pretextul că aceasta era ponderea populației evreiești în Polonia, față de 20-60% cât fusese înainte de aplicarea legii. Motivarea oficială era că în timpul ocupației țariste (1795-1918), limba poloneză fusese interzisă, în consecință, învățământul fusese puternic afectat de această măsură. Se argumenta că astfel, mai mulți polonezi, dar și cei de altă etnie, alta decât cea evreiască, precum germani, bieloruși, lituanieni și ucraineni, vor avea mai ușor acces la studii superioare. De asemenea, se făcea referință la polonezii din zonele rurale, dezavantajați față de evrei, care locuiau preponderent în zona urbană, astfel încât 40-50% din cei cu studii superioare erau evrei. Măsuri similare, dar cu referire preferențială la candidați provenind din rândurile clasei „muncitoare” și țărănimimii „muncitoare”, au fost aplicate după cel de-al doilea război mondial, odată cu instaurarea regimului communist.

### România

#### Încercare de justificare
Statisticile oficiale menționează că în 1930 trăiau în România 756.930 evrei, marea majoritate de origine așkenază. Nicolae Iorga precizează că până la 1600 nu a existat o populație de evrei așkenazi în Muntenia si Moldova. Cu mici excepții, situația a rămas neschimbată și în următoarele două secole. La începutul sec. XIX, în 1820, în Vechiul Regat erau maximum 4.855 de familii. În 1859 numarul evreilor era de 118.922 de persoane, în 1899 el s-a redublat, atingând cifra de 269.000 de persoane. Se vede așadar că, în mai puțin de un secol, populația evreiască din Vechiul Regat a sporit substanțial. Toate aceste date au fost menționate într-un raport, intitulat "Memoriu", adresat de guvernul român comunității internaționale, în 12 martie 1939, în timpul dictaturii regale a lui Carol al II-lea, memoriu prin care se justifica promulgarea legilor rasiale. Această creștere a populației evreiești în România nu s-a făcut prin spor natural, ci prin valuri de imigrație succesive, provenind din Rusia țaristă și din Galiția, în vremea aceea o provincie a Austriei. În aproape jumătate de secol, evreii erau majoritari în câteva orașe și târguri din Moldova. N. Iorga susține că nu există nici un document care să ateste că vreo autoritate, civilă sau militară, i-ar fi chemat să imigreze în România. Numărul evreilor din România, cu precădere din nordul Moldovei, Basarabia și Bucovina, s-a reflectat și în proporția acestora în învățământul superior. Astfel, la Universitatea din Iași, înființată în 1860, numărul studenților evrei era, în anul universitar 1899/1900, de 101, din care 71 studiau medicina, ajungând în 1924/1925 la 1.325 studenți, după care numărul acestora scade treptat, ajungând în 1938/1939 la numai 355. Pentru anul 1924/1925, la Facultatea de Farmacie, din 514 studenți, 422 erau evrei (82.1%), iar la Facultatea de Medicină studenții evrei reprezentau 36.8% din totalul studenților. Din 183 de doctori în medicină atestați în anul 1925, 77 erau evrei (42.07%). Această situație a ajuns să preocupe partidele și organizațiile politice naționaliste, în principal partidul fascist Liga Apărării Național-Creștine (LANC), înființat în 4 martie 1923 la Universitatea din Iași, având drept membru fondator și președinte pe profesorul A.C. Cuza. Printre principalele puncte ale noului partid politic figura și numerus clausus. Organizator al noului partid a fost desemnat Corneliu Zelea Codreanu, pe atunci student. Ulterior s-a desprins de LANC, datorită divergențelor politice cu prof. A.C. Cuza, înființând Legiunea Arhanghelului Mihail. Principiul numerus clausus figura de asemenea în programul său politic.
| “ | În timpul luptelor studențești trece din gură în gură formula „numerus clausus”. Dar nu ca o formulă salvatoare, căci masele nu dau formule, ci indică primejdii. „Numerus clausus” însemnează că marea primejdie jidănească stă în număr, mai cu seamă în număr, pe care nu-l mai putem suporta nici în școli, nici în comerț, nici în industrie, nici în [(profesiunile libere]]. „Atenție la număr”, voiește să spună „numerus clausus”, căci el trece peste puterile noastre de rezistență națională și dacă nu luăm măsuri, murim ca neam.[...] „Numerus clausus” însemnează limitarea numărului jidanilor până la proporția dintre numărul lor și numărul total al românilor. | ” |

#### Excluderea evreilor (1940-1944)
Nici LANC, nici Legiunea Arhanghelului Mihai, cu partidele ce le-a generat ulterior, deși au avut reprezentare parlamentară în mai multe legislaturi, nu au reușit să impună legislativului adoptarea principiului numerus clausus. El va fi impus în timpul scurtei guvernări legionare prin Decretul-lege nr.3438 din 11 octombrie 1940 pentru reglementarea situației evreilor în învățământ, care a însemnat, în fapt, excluderea evreilor din toate formele și gradele de școlarizare. Articolul 3 al legii stipula: „Cei născuți din ambii părinți evrei, indiferent de religie... nu sunt admiși ca elevi sau studenți în școlile românești de grad primar, secundar sau superior de stat sau particular și nici în școlile celorlalte unități etnice creștine”. Prin acest decret, principiul numerus clausus introdus de Decizia Ministerului Educației Naționale, cu numărul 153.377 din 29 august 1940, s-a transformat în principiul numerus nullus. Căci, dacă potrivit Deciziei din august 1940, din numărul total al elevilor dintr-o clasă, 6 la sută se admitea să fie de origine evreiască, legea din 11 octombrie 1940 nu mai permitea frecventarea școlilor românești decât urmașilor direcți ai voluntarilor, invalizilor și morților din războiul din 1877-1878, invalizilor din Războiul de Reîntregire (1916-18), şi celor decorați pentru fapte de arme săvârșite pe câmpul de luptă, iar pentru toți cei din categoriile mai sus menționate aplicându-se condiția suplimentară ca la 9 august 1940 să fi fost creștini. Restricțiile se refereau atât la elevii din școlile primare, secundare sau superioare, cât și la studenți.

#### Autoorganizarea evreiască
Pentru a nu lăsa pe drumuri și fără supraveghere zeci de mii de tineri, Legea din 11 octombrie a admis evreilor să-și organizeze, în cadrul învățământului particular, școli proprii de grad primar și secundar cu personal didactic și administrativ evreiesc. Școlile nu puteau fi frecventate decât de elevi de etnie evreiască. Toate legile antievreiești au fost abrogate după lovitura de stat de la 23 august 1944.

### Ungaria
Principiul numerus clausus a fost introdus în Ungaria în 1920. Deși nu se referea în mod special la evrei (termenul „evreu” nu apărea în mod explicit în textul legii), dat fiindcă evreii erau singurul grup etnic supra-reprezentat în învățământul superior, este clar că aceștia erau primii vizați. Legea este considerată drept prima lege anti-semită din Europa sec. 20. Scopul legii era să restrângă numărul de studenți de origine evreiască la 6%, atât cât era procentul etniei evreiești în populația Ungariei în acea epocă. În 1910, procentul studenților evrei era de 15%. În 1928, datorită presiunilor exercitate de Liga Națiunilor și de politicienii liberali, a fost adoptată o lege mai puțin restrictivă, pentru ca în 1938-1945 să se revină la vechiul text, adăugându-se și alte legi anti-semite. Din această cauză, cel puțin în parte, o serie de oameni de știință maghiari de origine evreiască, așa cum a fost cazul lui Edward Teller, au decis să emigreze.

### SUA
În SUA, deși nu a fost niciodată legiferat, în perioada 1918-1950, principiul numerus clausus, sau măsuri similare, au fost introduse într-un număr de universități private și școli superioare de medicină, vizând în special evreii și populația de culoare. De exemplu, numărul candidaților de origine evreiască la specialități liberale, în universitățile din zona New England și New York, a scăzut în mod semnificativ între 1910 și mijlocul anilor ’30. De exemplu, admiterea la Harvard University, în aceeași perioadă, a scăzut de la 27,6% la 17,1%, iar la Columbia University de la 32,7% la 14,6%. Același principiu, aplicat la facultățile de medicină și cele de stomatologie, a condus începând cu anii ’30, la o scădere dramatică a numărului de studenți evrei. Bunăoară, la Facultatea de medicină de la Cornell University, de la 40% în 1918-22, la 3,57% în 1940-41, la cea de la Boston University, de la 48,4% în 1929–30 la 12,5% în 1934–35. În aceeași perioadă, printre excepțiile remarcabile, s-a numărat Facultatea de medicină de la Middlesex University (Massachusetts), care nu a aplicat acest principiu. În afară de candidații de origine evreiască, au mai fost vizați de aceste măsuri restrictive catolicii, candidații de culoare și cei proveniți din Europa de Est. În unele cazuri, cum ar fi de pildă Columbia University, candidații de culoare erau excluși în totalitate (numerus nullus). Metoda cea mai utilizată în acest scop, în 90% din cazuri, a fost de a desemna categoriile dorite în respectiva universitate, sau preferința pentru copiii sau nepoții unor foști studenți. Acest principiu a fost aplicat pentru prima dată la Yale University, în 1925, atunci când oficialii universității au constatat "creșterea alarmantă" a numărului de studenți de origine evreiască. Cu începere din același an, oficialii Yale au început să menționeze criterii de admitere „amorfe”, precum „caracter”, „tărie” etc., în detrimentul altor criterii, ca scuză pentru a respinge candidații nedoriți de etnie evreiască. Cu toate acestea, hotărâtor a fost criteriul „ereditar”. Alte universități, precum Harvard, au început și ele să aplice același criteriu, astfel încât numărul studenților evrei la universitățile de prestigiu din Ivy League, până în anii ’50, a rămas la nivelul de 10%, ponderea evreilor în populația SUA fiind de 1,7% (2007). Începând cu anii ’60, treptat, a început să se renunțe la aceste politici restrictive, Yale fiind printre ultimele care a renunțat la ele, după 1966. Preferința pentru copiii foștilor studenți s-a menținut însă, fără însă a mai afecta studenții de origine evreiască. De asemenea, începând cu anii ’50, s-a renunțat la restricțiile privind religia candidatului. Toate aceste măsuri nu au fost totdeauna apreciate ca antisemite. În 1932, în Raportul Anual al Comitetului Evreiesc American (American Jewish Committee), s-a acceptat că există o „suprapopulare” de cadre cu studii superioare în anumite domenii. Cu toate acestea, prin măsurile luate în universități, proporția studenților evrei a continuat să scadă în anii '30-'40. De exemplu, numărul studenților evrei la facultatea de medicină veterinară a scăzut de la 12% la 2% între 1935 și 1946. Chiar oficialii universităților au fost nevoiți să recunoască această politică. În 1931, Rutgers College a fost nevoit să admită că a limitat accesul candidaților evrei, pentru a evita ca universitatea să ajungă o congregație a unei singure etnii. În anul următor, în urma presiunilor exercitate de agențiile evreiești, oficialii universității vor fi nevoiți să-și revizuiască poziția. Cu toate acestea, după aproape treizeci de ani de presiuni, în 1946, organizația  B'nai B'rith a constatat că evreii reprezintă doar 9% din totalul studenților din SUA, 77% fiind concentrați în 50 din cele mai mari universități, și că totuși cele mai bune universități încă mai practică discriminarea împotriva acestora. În același an, rabinul Stephen S. Wise a inițiat un atac contra Universității Columbia, acuzând-o că practică o discriminare camuflată contra evreilor, trimițând o petiție către consiliul municipal din New York, cerându-i să suspende scutirea de taxe a instituției, care a fost nevoită să cedeze. Acuzația de omniprezență a evreilor în universități și în general, în mediul academic, s-a bazat pe resentimente antisemite în universitățile americane. Se estimează că în 1971, evreii reprezentau peste 10% din populația universitară. Cu cât o universitate este mai renumită, cu atât mai mult are șansa ca 20-50% din studenți și profesori să fie evrei. Pe baza acelorași pretexte, precum că evreii reprezintă 1,7% (după religie) din populația SUA, au apărut resentimente antisemite și din partea populației de culoare, care dorește și ea să aibă un număr de studenți, proporțional cel puțin cu procentul pe care-l ocupă în populația SUA (12,4%).

## Numerus claususîn alte domenii
Principiul numerus clausus se aplică de asemenea în domeniul public pentru a limita numărul de agenți economici care prestează anumite servicii publice. În SUA, de exemplu, limitează numărul de localuri care servesc băuturi alcoolice tari. În Franța, numărul notarilor publici este limitat geografic sau la un număr de locuitori. În acest mod, se limitează concurența între prestatarii de servicii, dar s-a constatat că acest fapt este în beneficiul clienților. Același principiu se aplică pentru cei autorizați să servească băuturi spirtoase sau să vândă tutun (de regulă sunt în același loc – “Bistro, tabac, jurnaux”), pentru care licențele se acordă pentru a deservi un număr precis de locuitori, în scopul evident, de a limita consumul de băuturi alcoolice tari și de tutun. Același principiu se aplică în cazul farmaciilor, cu scopul de limita concurența în domeniu, în beneficiul clientului. Este deci vorba doar de anumite servicii, unde concurența poate avea urmări negative, statul urmărind ca prin limitarea impusă de Numerus clausus, să protejeze clientul.

## Alte referințe
Cărți
- J Karabel, The Chosen: The Hidden History of Admission and Exclusion at Harvard, Yale, and Princeton (Houghton Mifflin, 2005)
- MG Synnot, 'Anti-Semitism and American Universities: Did Quotas Follow the Jews?', in Jeffrey S. Gurock (ed), Anti-Semitism in America (Routledge 1998) vol. VI, part 2

Articole
- T Merrill and H Smith, ‘Optimal Standardization in the Law of Property: The Numerus Clausus Principle’ (2000) 110 Yale Law Journal 1
- H Hansmann and R Kraakman, ‘Property, Contract and Verification: The Numerus Clausus Problem and the Divisibility of Rights’ (2002) 31 Journal of Legal Studies 373